# اس‌ام یوبی-۱۱۷
اس‌ام یوبی-۱۱۷ (به انگلیسی: SM UB-117) یک زیردریایی بود که طول آن ۵۵٫۳ متر (۱۸۱ فوت) بود. این زیردریایی در سال ۱۹۱۷ ساخته شد.